# El Colegio de México
El Colegio de México (CM bzw. COLMEX; deutsch: Das Kollegium von Mexiko) ist eine seit 1998 unabhängige öffentliche Lehrinstitution für Human- und Geisteswissenschaften mit universitärem Charakter im Bezirk Tlalpan von Mexiko-Stadt.

## Geschichte
Die Gründung erfolgte 1940 durch die mexikanische Regierung unter Präsident Lázaro Cárdenas del Río als staatliche Folgeinstitution der „Casa de España“ (deutsch: Spanien-Haus). Mitbegründer waren die Banco de México, die Universidad Nacional Autónoma de México und des Fondo de Cultura Económica (deutsch: Fond der günstigen Kultur). Das „Casa de España“ war 1938 gegründet worden, um intellektuelle Spanier fördern zu können, die auf der Flucht vor dem spanischen Bürgerkrieg nach Mexiko emigriert waren.

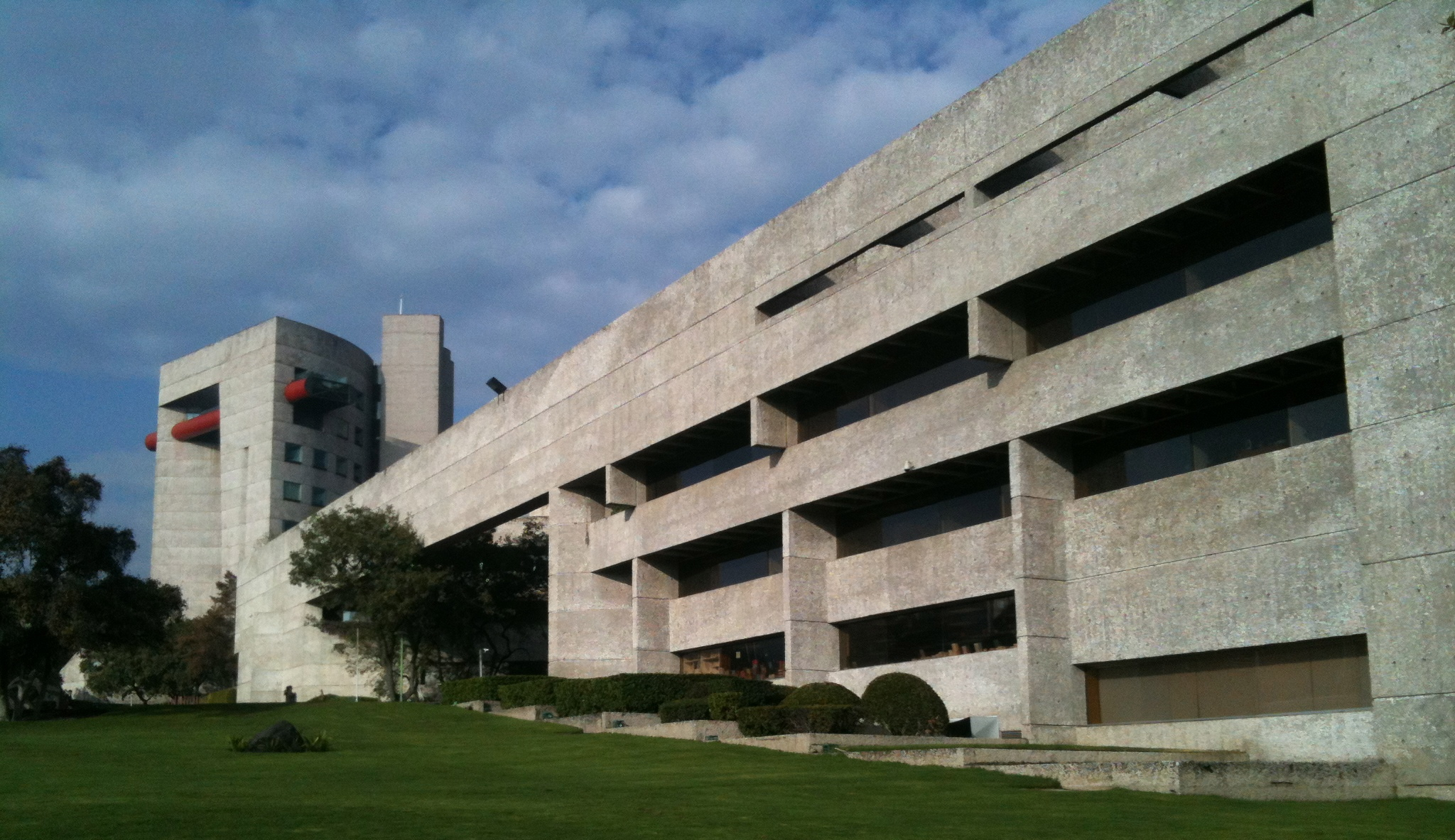
Gebäude des Colegio de México (2012)

Erster Leiter des COLMEX war bis 1958 der mexikanische Dichter und Essayist Alfonso Reyes, der zuvor auch schon das „Casa de España“ geleitet hatte. In dieser Zeit entstanden die Forschungsinstitute für Geschichte (1941), Sozialwissenschaften (1943) und Sprach- und Literaturwissenschaften (1947). 1958 trat Daniel Cosío Villegas die Nachfolge Reyes als Hochschulleiter an und gab dieses Amt aber bereits ein Jahr später wieder weiter. 1960 wurde COLMEX um das Forschungsinstitut für Internationale Studien und 1964 unter Silvio Zavala, der das COLMEX von 1963 bis 1966 leitete, um das Institut zur Erforschung von Wirtschafts- und Bevölkerungswissenschaften erweitert.
1976 bezog  COLMEX den nach den Entwürfen von Teodoro González de León und Abraham Zabludovsky errichteten heutigen Gebäudekomplex im Süden von Mexiko-Stadt. Heute unterhält das seit 1998 autonome COLMEX sieben Forschungsinstitute und eine der wichtigsten Bibliotheken Lateinamerikas.

## Auszeichnungen
- 2001: Prinz-von-Asturien-Preis für Sozialwissenschaften